# En ny Hat til Madammen
En ny Hat til Madammen er en dansk stumfilm fra 1906, der er instrueret af Viggo Larsen.

## Handling
En ung kvinde er ude at handle og køber en hat efter allernyeste mode. Desværre er hatten så enorm, at den fejer alt og alle omkuld, så hun efterlader en slipstrøm af destruktion, hvor end hun går. En ganske almindelig spadseretur bliver pludselig dybt problematisk.